# Qualificazioni al campionato mondiale di calcio 2010 - CAF - Seconda fase, gruppo 12

## Classifica
| Paese        | P.ti | G | V | P | S | GF | GS | DR  |
| ------------ | ---- | - | - | - | - | -- | -- | --- |
| Egitto       | 15   | 6 | 5 | 0 | 1 | 13 | 2  | +11 |
| Malawi       | 12   | 6 | 4 | 0 | 2 | 14 | 5  | +9  |
| RD del Congo | 9    | 6 | 3 | 0 | 3 | 14 | 6  | +8  |
| Gibuti       | 0    | 6 | 0 | 0 | 6 | 2  | 30 | -28 |

- L' Egitto e il  Malawi passano alla fase finale.

## Risultati

### Primo turno
| Arbitro: | Mathews Katjimune |

|                                                                                     |           |           |
| Kafoteka 3’ Kanyenda 19’ 46’ 48’ Kamwendo 66’ Chavula 73’ Ngambi 78’ Mkandawire 83’ | Marcatori | 23’ Daher |

| Arbitro: | Rajindraparsad Seechurn |

|                        |           |            |
| Zaki 68’ Ahmed Eid 80’ | Marcatori | 43’ Ilunga |

### Secondo turno
| Arbitro: | Amanuel Eyob |

|  |           |                                                       |
|  | Marcatori | 40’ Zaki 46’ (rig.) Abd Rabo 53’ Hassan 64’ Ahmed Eid |

| Arbitro: | Badr Abdel Gadir |

|              |           |  |
| Matumona 76’ | Marcatori |  |

### Terzo turno
| Arbitro: | Thapelo Disang |

|  |           |                                                        |
|  | Marcatori | 24’ 47’ Mbokani 30’ Nonda 39’ 51’ Matumona / 80’ Mputu |

| Arbitro: | Yakhouba Keita |

|             |           |  |
| Msowoya 93’ | Marcatori |  |

### Quarto turno
| Arbitro: | Badara Diatta |

|                |           |  |
| Motaeb 17’ 50’ | Marcatori |  |

| Arbitro: | Khalil Rouaissi |

|                                               |           |           |
| Nonda 10’ 45+3’ 51’ Tsiholola 60’ Mbokani 64’ | Marcatori | 85’ Hirir |

### Quinto turno
| Arbitro: | Helder Martins De Carvalho |

|  |           |                                    |
|  | Marcatori | 30’ Msowoya 63’ Chavula 67’ Nyondo |

| Arbitro: | Daniel Bennett |

|  |           |                |
|  | Marcatori | 30’ Aboutreika |

### Sesto turno
| Arbitro: | Coffi Codja |

|                        |           |                |
| Ngambi 46’ Msowoya 83’ | Marcatori | 13’ T. Lua Lua |

| Arbitro: | Lassina Pare |

|                                                       |           |  |
| Motaeb 18’ Hassan 49’ Aboutreika 65’ Riyad 91’ (aut.) | Marcatori |  |